# دیلانیان
دیلانیان (زبان ارمنی: Դիլանյան), یکی از نام‌های خانوادگی رایج در میان ارمنیان می‌باشد.
- هوهانس دیلانیان
- زاون دیلانیان
- امیل دیلانیان
- پیش‌نویس:کن دیلانیان